# Коимбран
Коимбран (порт. Coimbrão) — район (фрегезия) в Португалии,  входит в округ Лейрия. Является составной частью муниципалитета  Лейрия. По старому административному делению входил в провинцию Бейра-Литорал. Входит в экономико-статистический  субрегион Пиньял-Литорал, который входит в Центральный регион. Население составляет 1930 человек на 2001 год. Занимает площадь 54,62 км².